# Piedras de Lumbre
Piedras de Lumbre är en ort i Mexiko.   Den ligger i kommunen Jungapeo och delstaten Michoacán de Ocampo, i den södra delen av landet, 140 km väster om huvudstaden Mexico City. Piedras de Lumbre ligger 1 723 meter över havet och antalet invånare är 317.
Terrängen runt Piedras de Lumbre är lite bergig. Runt Piedras de Lumbre är det tätbefolkat, med 257 invånare per kvadratkilometer. Närmaste större samhälle är Heróica Zitácuaro, 11,2 km öster om Piedras de Lumbre. I omgivningarna runt Piedras de Lumbre växer huvudsakligen savannskog.